# Symbologie militaire OTAN interarmées

Symbole de la Première division de la légion polonaise (Infanterie).

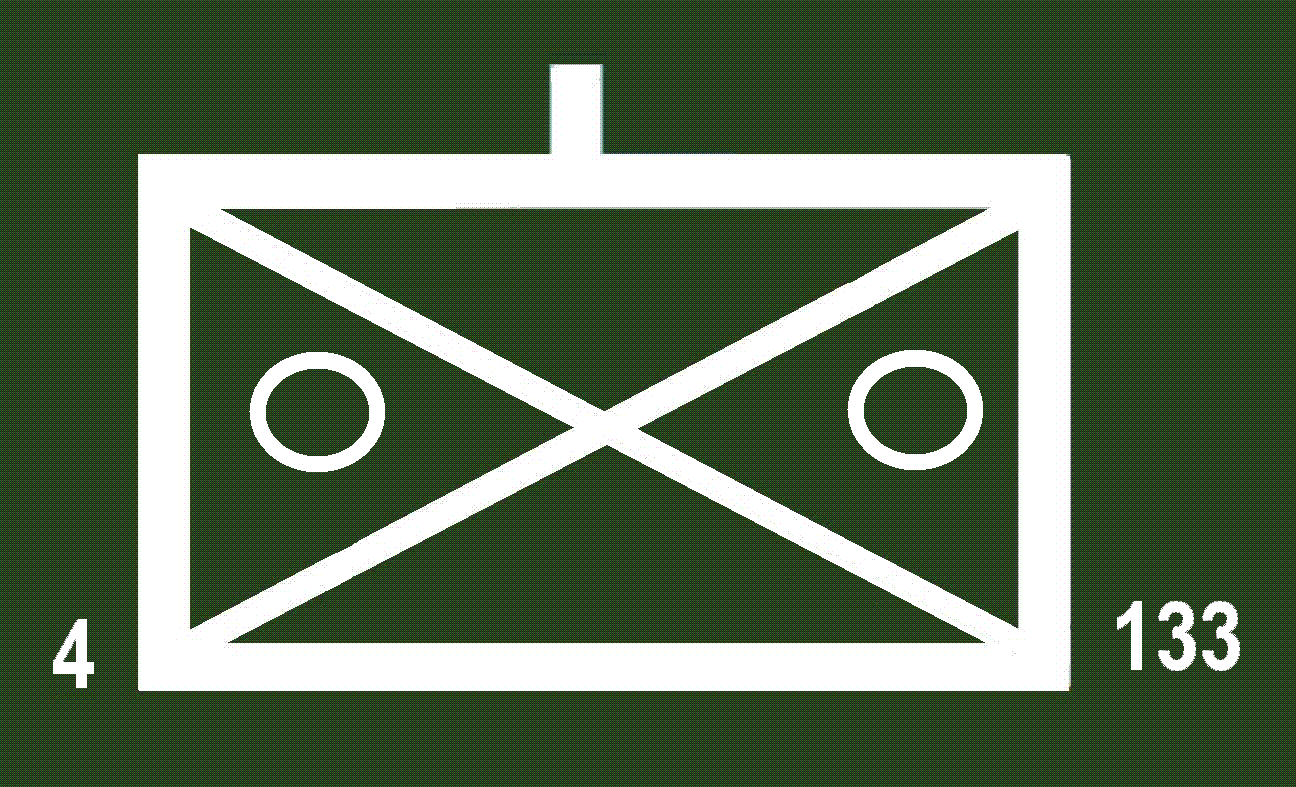
Symbole de la 4e compagnie du de Panzergrenadier (motorisé) de la Heer.

La symbologie militaire OTAN interarmées est un standard de l'Organisation du traité de l'Atlantique nord (OTAN) qui définit les marques cartographiques représentant les systèmes terrestres. 
L'APP-6A (pour Allied Procedural Publication) est devenu officielle en décembre 1999. L'accord de normalisation de l'OTAN qui couvre l'APP-6A est le STANAG 2019 (4eédition), promulgué en décembre 2000. L'APP-6A a remplacé l'APP-6 (STANAG 2019 édition 3, dernière version en juillet 1986), qui avait été promulguée en novembre 1984. Les États-Unis sont la nation pilote de l'APP-6A.
L'APP-6A a été remplacée par l'APP-6B en juin 2008, puis l'APP-6C en mai 2011. L'APP-06, Edition E, Version 1 ou APP-06(E)(1) a été publiée en octobre 2023.
L'APP-6A décrit les symboles opérationnels communs ainsi que les détails d'affichage et de tracé dans le but d'assurer la compatibilité et, dans la plus large mesure, l'interfonctionnement des composantes terrestres pour les systèmes de commandement, de contrôle, de communications, d'informatique et de renseignements (abrégé en C4I en anglais : Command, Control, Communications, Computer, and Intelligence), le développement, les opérations et l'entraînement. L'APP-6A fournit une transmission efficace de l'information symbolique par le biais d'une méthodologie normalisée véhiculant une hiérarchie symbolique, une taxinomie d'information et des identificateurs de symboles.
Ces symboles sont destinés à augmenter l'interfonctionnement des forces conjointes. L'APP-6A constitue un système complet de symboles militaires communs à ces forces pour les formations et les unités terrestres. Ces symboles peuvent être affichés via des systèmes d'affichage automatique de cartes ou sur des cartes remplies à la main.

## Ensemble des symboles

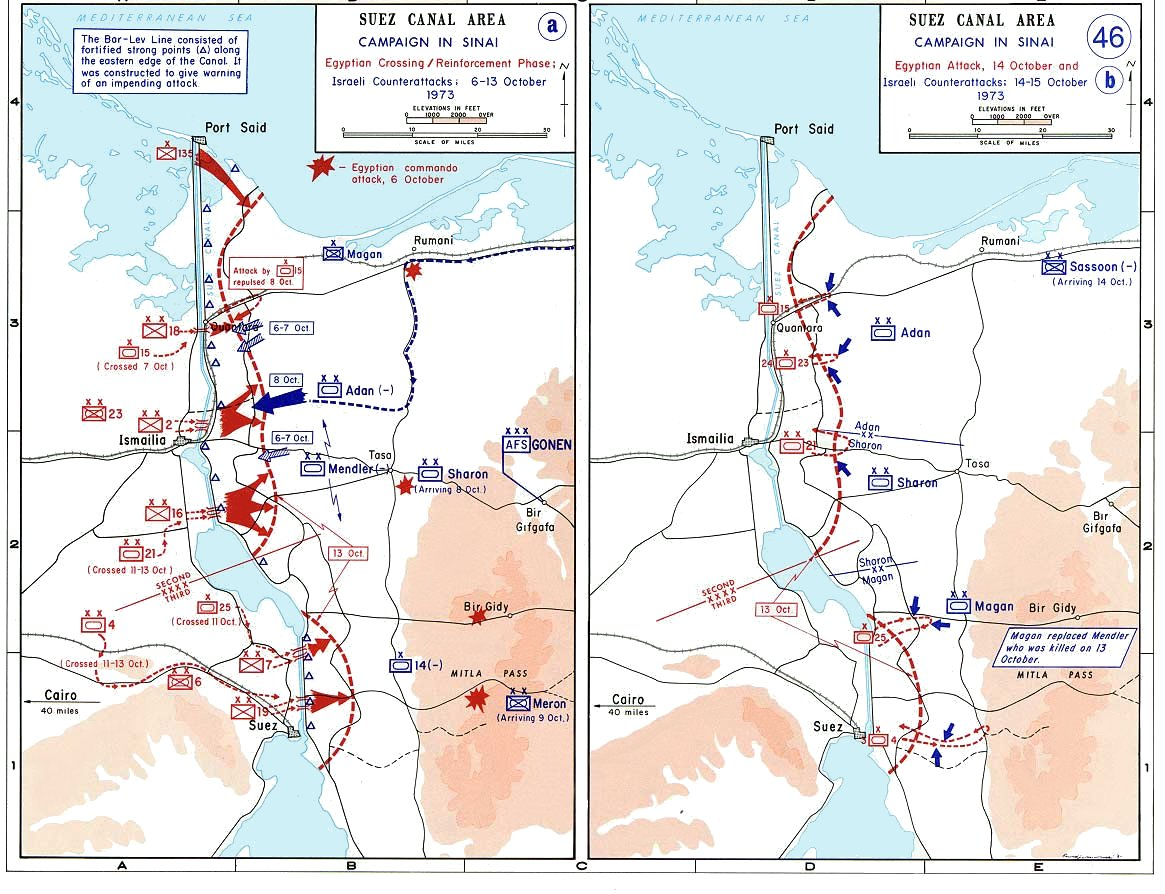
Utilisation des symboles sur une carte. Ici, une campagne de la guerre du Kippour.

L'APP-6A liste cinq grands ensembles de symboles, chacun ayant son propre codage (en anglais, SIDC pour Symbol identification coding) :
- Unités, équipement et installations[2]
- Opérations militaires (graphiques tactiques)[3]
- METOC (météorologiques et océanographiques)[4]
- Signaux pour le renseignement[5]
- Opérations militaires autres que la guerre (en anglais, MOOTW pour Military operations other than war)[5]

## Symboles iconiques

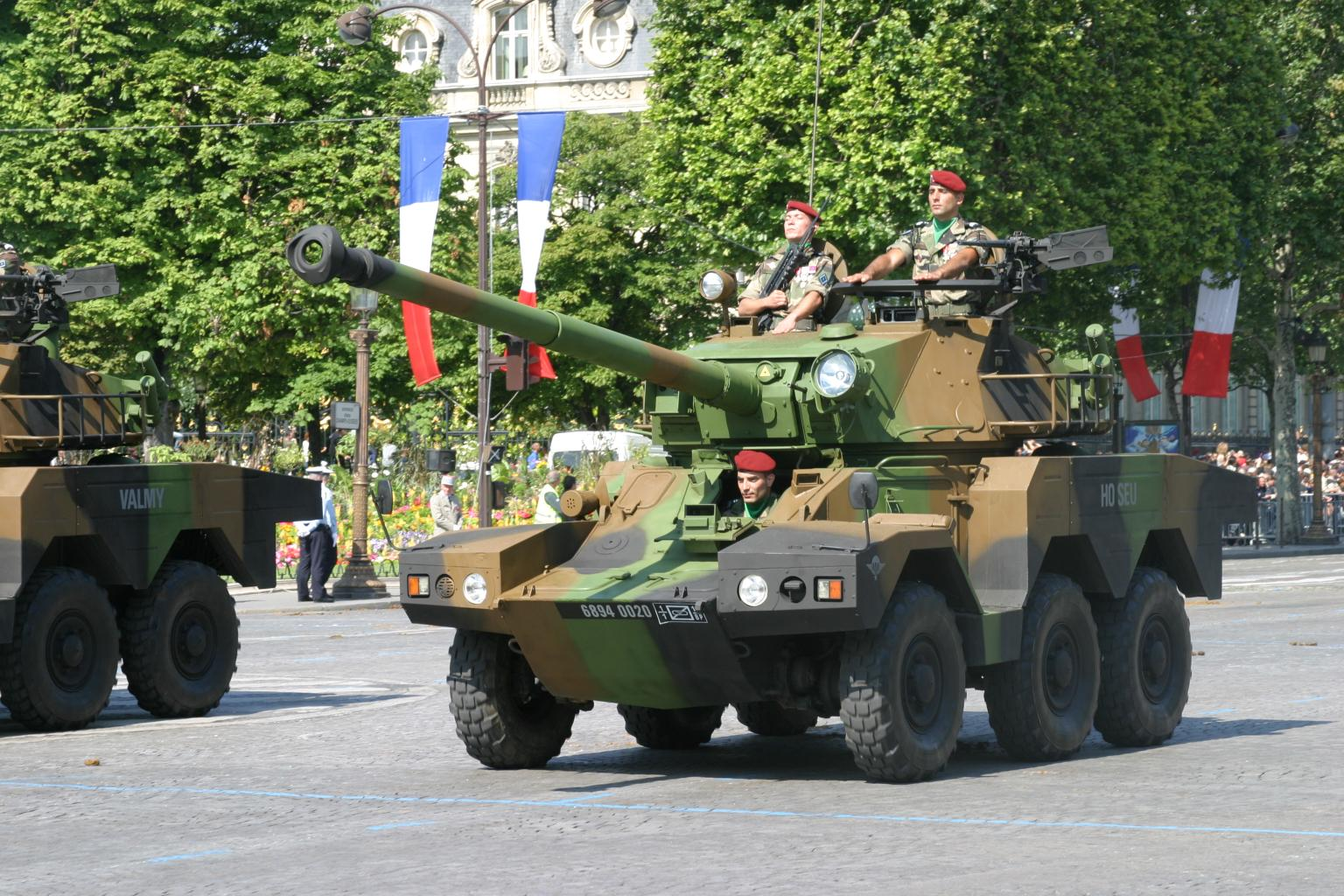
ERC-90 Sagaie
(1er escadron du 1er régiment de hussards parachutistes) de l'armée de terre française.
On distingue une partie de l'insigne tactique à droite du numéro d'immatriculation : 1 en haut à gauche pour le n° d'escadron, 1 en bas à gauche pour le n° du régiment, 11 BP à droite pour le nom de la brigade.

La plupart des symboles sont synthétiques et consistent en :
- un cadre (une bordure géométrique) ;
- un remplissage ;
- une icône de base ;
- des modificateurs facultatifs (du texte ou des indicateurs graphiques véhiculant des informations supplémentaires).

Le cadre fournit un indicateur visuel de l'affiliation, de la dimension de la bataille et de l'état d'un objet opérationnel. L'utilisation d'une forme et d'une couleur est redondante, ce qui permet d'utiliser des symboles sur des supports à capacités variables, tel un moniteur monochrome rouge qui permet de sauvegarder la vision nocturne d'un opérateur. Presque tous les symboles sont stylisés et peuvent pratiquement être tracés par toute personne manquant de talent artistique. Cette caractéristique permet de tracer une représentation symbolique relativement juste d'une situation en ayant seulement recours à un crayon et à une feuille de papier.
Le cadre sert d'appui visuel pour tracer les autres symboles visuels. Dans la plupart des cas, un cadre entoure une icône. L'exception majeure est l'équipement, qui peut être représenté par des icônes seulement (dans ce cas, les icônes ont la même couleur que s'il y avait un cadre).
Le remplissage est l'aire dans le symbole. Si le remplissage a une couleur, il donne une information améliorée, mais redondante à propos de l'affiliation de l'objet. S'il n'y a pas de couleur, le remplissage est transparent. Très peu d'icônes possèdent un remplissage par défaut, sans lien avec l'affiliation (par ex. missiles en vol).
Les icônes doivent être vues comme une combinaison de glyphes élémentaires composés selon de simples règles, ce qui rappelle à un certain degré les idéogrammes du chinois. La norme tente de fournir une liste exhaustive d'icônes plutôt de fournir un dictionnaire de glyphes. Cette décision provoque des problèmes d'application lorsque le besoin pour un symbole imprévu se fait sentir (ce qui survient le plus souvent en MOOTW), ces problèmes étant exacerbés par la nature centralisée de la maintenance de l'ensemble des symboles.

## État
L'état d'un symbole renvoie à l'état d'un objet en combat existe à l'endroit désigné (c'est-à-dire l'état est « présent ») ou existera à cet endroit dans le futur (c'est-à-dire l'état est « planifié, anticipé, suspecté » ou « en route »). Peu importe l'affiliation, l'état « présent » est indiqué par une ligne pleine et l'état « planifié » par une ligne tiretée.
Le cadre est une ligne solide ou tiretée, sauf si l'icône n'est pas encadrée. Dans ce cas, l'icône est tracée en tireté.
L'état « planifié » ne peut être montré si le symbole est une icône pleine et sans cadre.

## Affiliation
L'affiliation renvoie à la relation avec l'objet opérationnel représenté. Les affiliations de base sont :
1. inconnu ;
2. ami ;
3. neutre ;
4. hostile.

Pour les opérations terrestres, on dénote l'affiliation en traçant : 
1. inconnu : un cadre jaune en forme de quatre-feuilles ;
2. ami : un cadre bleu en forme de rectangle ;
3. neutre : un cadre vert en forme de carré ;
4. hostile : un cadre rouge en forme de losange.

| Inconnu | Ami | Neutre | Hostile |
| ------- | --- | ------ | ------- |

L'ensemble de toutes les affiliations est :
- P : en attente ((en) pending)
- U : inconnu ((en) unknown)
- A : ami probable ((en) assumed friend)
- F : ami ((en) friend)
- N : neutre
- S : suspect (hostile probable)
- H : hostile
- G : exercice, en attente
- W : exercice, inconnu
- M : exercice, ami probable
- D : exercice, ami
- L : exercice, neutre
- J : joker (exercice, suspect)
- K : simulacre (exercice, hostile) ((en) faker)

Il n'y a pas d'affiliation « neutre probable », ni « exercice, neutre probable ».

## Dimension de la bataille
La dimension de la bataille définit l'aire principale de combat de l'objet opérationnel dans le champ de bataille. Un objet peut avoir une aire de mission au-dessus de la surface de la Terre (c'est-à-dire dans l'atmosphère ou dans l'espace), sur celle-ci ou en dessous. Si l'aire de mission est à la surface, cela peut être sur la terre ou sur la mer. L'aire sous la surface concerne les objets qui ont une mission sous la mer (par exemple, un sous-marin ou une mine marine).
L'aire principale de combat de quelques objets n'est pas nécessairement évidente. Par exemple, un hélicoptère de la marine est une unité de manœuvre (c'est-à-dire que le support terrestre fait partie de l'objet), pour cette raison il est représenté comme une unité évoluant sur terre. De même, un avion dont la mission principale est de transporter du personnel ou de l'équipement de la rive d'un océan à une autre rive est une unité maritime, pour cette raison il est représenté à la surface de la mer. Un avion de combat dont la mission principale est de combattre contre des unités hostiles à terre est représenté comme une unité à terre.
Des cadres fermés servent à dénoter une aire terrestre ou à la surface de la mer, alors qu'un cadre ouvert au bas dénote une aire au-dessus de la terre et de la mer et un cadre ouvert en haut dénote une aire sous la mer.
| Atmosphère et espace | Surface de la Terre | Surface de la mer | Sous la surface de la mer |
| Ami                  | Ami                 | Ami               | Ami                       |
| Neutre               | Neutre              | Neutre            | Neutre                    |
| Hostile              | Hostile             | Hostile           | Hostile                   |
| Inconnu              | Inconnu             | Inconnu           | Inconnu                   |
| -------------------- | ------------------- | ----------------- | ------------------------- |

Une dimension de bataille inconnue est possible. Par exemple, certaines signatures électroniques de systèmes radar sont communes à différents champs de bataille : ils reçoivent la dimension de bataille « inconnue » jusqu'à plus ample information.
L'ensemble de toutes les dimensions de bataille est :
- P : espace
- A : air
- G : terre ((en) ground)
- S : surface de la mer
- U : sous la surface de la mer ((en) underwater)
- F : unités spéciales de combat
- X : autre
- Z : inconnue

Les lettres sont utilisées dans les SIDC, des chaînes de 15 caractères utilisées pour transmettre des symboles.
Dans la dimension de bataille, deux cadres différents sont utilisés pour différencier les affiliations « ami » et « ami probable » dans le but de distinguer les unités et l'équipement. Les unités spéciales de combat reçoivent leur propre dimension de bataille, car elles opèrent souvent dans différentes dimensions (air, terre, surface de la mer et sous la surface de la mer) au cours d'une seule mission. Les cadres sont les mêmes que la dimension de bataille au sol. La dimension de bataille « autre » semble réservée pour un usage futur.

## Modificateurs de symboles

Positions de différents modificateurs graphiques autour du symbole (identifié par la lettre A). L'APP-6A ne s'applique plus à partir du champ AB. La MIL-STD-2525B et la MIL-STD-2525B Change 1 ajoutent d'autres modificateurs.

### Modificateurs graphiques
- Le champ B (« échelon ») identifie le niveau de commandement. Voir Taille des unités plus bas.
- Le champ D (« corps expéditionnaire ») identifie une unité comme corps expéditionnaire. Ce champ peut être utilisé seul ou en combinaison avec l'échelon, comme
- Le champ E (« modificateur de la forme du cadre ») est un court texte qui complète l'affiliation, la dimension de la bataille ou la description de l'exercice (« U », « ? », « X », « XU », « X? », « J » ou « K »). Il est vu comme un modificateur graphique.
- Le champ Q (« direction du mouvement ») est une flèche de longueur fixe qui identifie la direction du mouvement (réel ou prévu) d'un objet. Elle part du centre du symbole, sauf si le mouvement se fait sur la terre : elle est alors un peu décalée, sous le milieu du symbole (voir schéma).
- Le champ R (« indicateur de mobilité ») montre la mobilité d'un objet (voir Mobilité plus bas). Il est seulement utilisé pour de l'équipement.
- Le champ S (« personnel du QG ou emplacement décalé ») identifie une unité comme QG, ou donne la position actuelle de l'objet sur la carte, objet qui a été décalé dans le but de réduire la surcharge visuelle de la carte. Une ligne est tracée à partir du côté gauche du symbole (voir schéma), puis pointe vers la position.
- Le champ AB (« feinte/leurre ») identifie une unité qui détourne l'attention de l'ennemi de l'aire principale d'attaque, ou un leurre destiné à tromper la surveillance de l'ennemi. C'est un chevron tireté placé au-dessus du cadre, comme le modificateur échelon (la norme est imprécise à propos de leur combinaison graphique). Voir Feintes/Leurres plus bas.
- Le champ AC (« installation ») identifie un symbole comme une installation. Il est situé sur le dessus du cadre. Voir Installations plus bas.
- Le champ AG (« équipement auxiliaire ») identifie la présence d'un système de sonar remorqué (utilisé exclusivement à la surface de la mer ou sous la surface de la mer). Il est situé sous le cadre, comme le champ R. Voir Équipement auxiliaire plus bas.
- Le champ AH (« aire d'incertitude ») indique l'aire probable où se trouve l'objet, en s'appuyant sur les derniers rapports en provenance de l'objet et les rapports produits par les systèmes de suivi à distance. Cette indication est diverse : ellipse, boîte ou lignes, accompagnés de la direction et de la distance.
- Le champ AI (« lieu probable ») identifie où un objet devrait se trouver au moment présent, connaissant ses dernières direction et vitesse. Cela peut prendre la forme d'une ligne tiretée (du symbole jusqu'au lieu probable) ou d'un cercle tireté (indiquant ainsi la zone dans laquelle se trouverait l'objet).
- Le champ AJ (« vitesse et direction ») montre la vitesse et la direction du mouvement d'un objet. Il est identique à la direction du mouvement (champ Q), sauf que sa longueur est variable et qu'il n'y a pas de pointe de flèche.
- Le champ AK (« ligne d'appariement ») connecte deux objets.

#### Feintes/Leurres et installations
| Feinte/Leurre | Installations | Installations | Installations | Installations |
|               |               |               |               |               |
| ------------- | ------------- | ------------- | ------------- | ------------- |

#### Mobilité et équipement auxiliaire
| Sur roue (tout-terrain limité) | Sur roue (tout-terrain) | Tracté                    | Semi-tracté            | Remorqué              | Sur rail              |
|                                |                         |                           |                        |                       |                       |
| Motoneige                      | Traîneau                | Tiré ou porté par animaux | Barge                  | Véhicule amphibie     |                       |
|                                |                         |                           |                        |                       |                       |
|                                |                         | Système court remorqué    | Système court remorqué | Système long remorqué | Système long remorqué |
|                                |                         |                           |                        |                       |                       |
| ------------------------------ | ----------------------- | ------------------------- | ---------------------- | --------------------- | --------------------- |

### Modificateurs de texte
- Le champ C (« quantité ») identifie la quantité d'équipement présent.
- Le champ F  (« renforcé ou réduit ») affiche + pour renforcé, - pour réduit et ± pour renforcé et réduit.
- Le champ G (« commentaires du personnel ») sert pour les commentaires.
- Le champ H (« information additionnelle ») sert pour ajouter des informations additionnelles.
- Le champ J (« évaluation numérique ») est un niveau en lettres et en chiffres qui donne la fiabilité et la crédibilité telles qu'elles sont établies par les services de renseignements militaires.
- Le champ K (« efficacité du combat ») sert à indiquer l'efficacité du combat.
- Le champ L (« signature électronique ») informe à propos de l'équipement d'un ennemi, « ! » indique une signature électronique détectable.
- Le champ M (« échelon supérieur ») contient l'identificateur ou le titre de l'échelon supérieur de commandement.
- Le champ N (« ennemi ») indique de l'équipement aux mains de l'ennemi.
- Le champ (« IFF/SIF ») contient des modes et des codes pour IFF/SIF[6].
- Le champ R2 (« indicateur de mobilité SIGINT » contient M pour mobile, S pour statique (immobile) et U pour incertain.
- Le champ T (« désignation unique ») contient une désignation unique.
- Le champ V (« type ») contient le type.
- Le champ W (« groupe date et heure ») contient un timestamp.
- Le champ X (« altitude, hauteur ou profondeur ») contient une valeur qui donne l'altitude, la hauteur ou la profondeur.
- Le champ Y (« endroit ») donne l'endroit en degrés, en minutes et en secondes (ou au format UTM ou tout autre format applicable).
- Le champ Z (« vitesse ») donne la vitesse telle que décrite dans la MIL-STD-6040.
- Le champ AA (« QG spécial C2 ») est réservé au QG.
- Le champ AD (« type de plateforme ») contient « ELNOT » ((en) Electronic Intelligence Notation) ou « CENOT » ((en) Communications Intelligence Notation)
- Le champ AE (« temps de panne ») contient le temps de panne en minutes.
- Le champ AF (« identificateur commun ») contient un identifiant (exemple, F-15 pour F-15 Eagle).

## Icônes d'unités

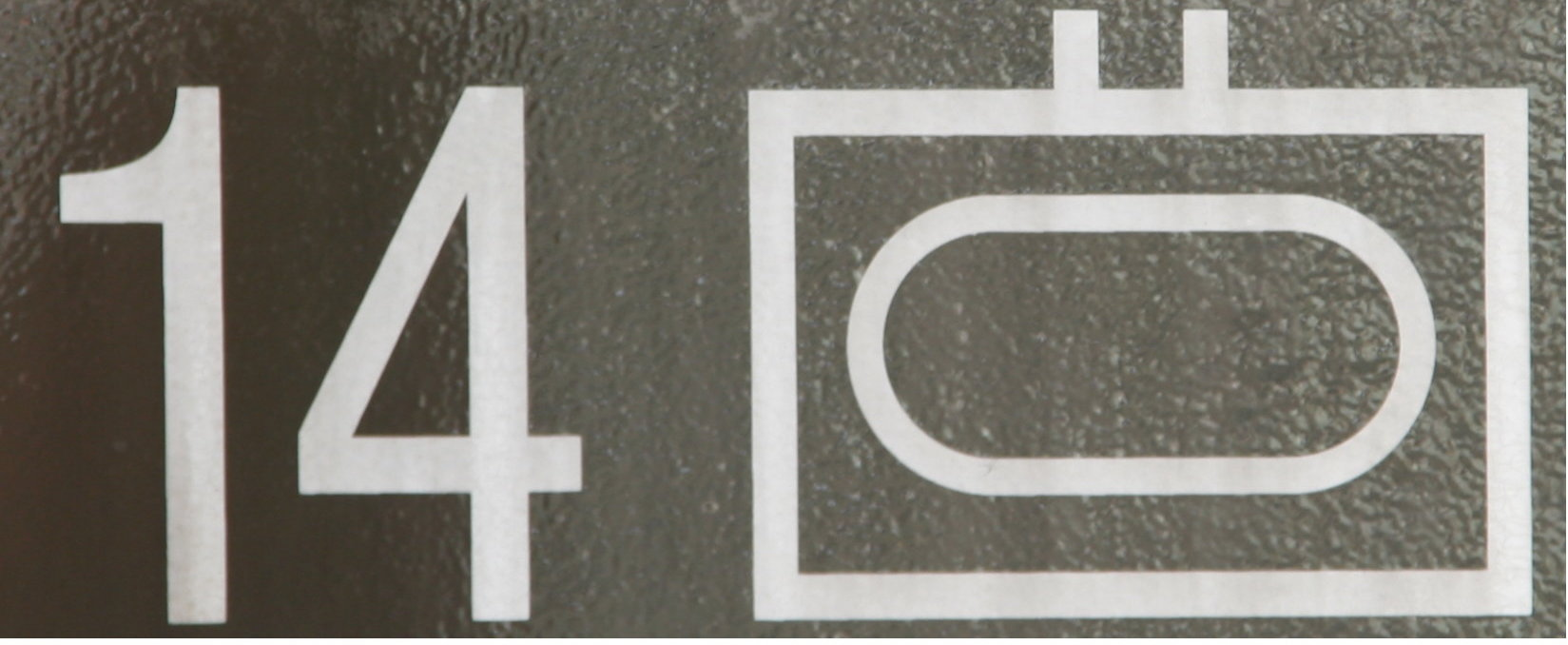
Insigne tactique d'un véhicule du PzBtl 14. (14e bataillon de chars) de l'armée autrichienne.

L'icône est la partie la plus intérieure d'un symbole. Elle fournit une image abstraite ou une représentation alphanumérique d'un objet opérationnel. Elle affiche le rôle joué ou la mission accomplie par l'objet. L'APP-6A distingue les icônes qui doivent être encadrées ou non de celles pour qui c'est facultatif.
| Ami | Hostile | Neutre | Inconnu | Type de l'unité                                             |
| --- | ------- | ------ | ------- | ----------------------------------------------------------- |
|     |         |        |         | Lutte antiaérienne                                          |
|     |         |        |         | Munition                                                    |
|     |         |        |         | Défense contre les chars d'assaut                           |
|     |         |        |         | Char de combat (chenilles stylisées)                        |
|     |         |        |         | Artillerie (image simplifiée du boulet)                     |
|     |         |        |         | Aviation de l'armée de terre (image simplifiée de l'hélice) |
|     |         |        |         | Aviation (image simplifiée de l'aile)                       |
|     |         |        |         | Pont                                                        |
|     |         |        |         | Intendance                                                  |
|     |         |        |         | Infanterie mécanisée                                        |
|     |         |        |         | Génie militaire                                             |
|     |         |        |         | Guerre électronique                                         |
|     |         |        |         | Désamorçage d'explosifs                                     |
|     |         |        |         | Carburant                                                   |
|     |         |        |         | Hôpital pour le personnel                                   |
|     |         |        |         | QG                                                          |
|     |         |        |         | Infanterie                                                  |
|     |         |        |         | Entretien                                                   |
|     |         |        |         | Médical                                                     |
|     |         |        |         | Météorologie                                                |
|     |         |        |         | Missile                                                     |
|     |         |        |         | Mortier                                                     |
|     |         |        |         | Police militaire                                            |
|     |         |        |         | Marine                                                      |
|     |         |        |         | Défense contre les armes de destruction massive             |
|     |         |        |         | Munition                                                    |
|     |         |        |         | Radar                                                       |
|     |         |        |         | Guerre psychologique                                        |
|     |         |        |         | Reconnaissance                                              |
|     |         |        |         | Unité de reconnaissance régimentaire                        |
|     |         |        |         | Communications militaires                                   |
|     |         |        |         | Forces spéciales                                            |
|     |         |        |         | Forces d'opérations spéciales                               |
|     |         |        |         | Logistique militaire en zone de combat                      |
|     |         |        |         | Topographie                                                 |
|     |         |        |         | Logistique militaire                                        |
|     |         |        |         | Drone de reconnaissance                                     |

## Icônes d'équipement
Les icônes d'équipement peuvent être encadrées ou non.
| Symbole de l'équipement (encadré) | Symbole de l'équipement (sans cadre) | Type d'équipement |
| --------------------------------- | ------------------------------------ | ----------------- |
|                                   |                                      | Pont              |

## Icônes d'installation
| Symbole de l'installation | Type d'installation   |
| ------------------------- | --------------------- |
|                           | Construction de ponts |

## Icônes modificatrices
Les icônes modificatrices peuvent être combinées pour représenter des unités d'infanterie blindée, par exemple. Il y a aussi des symboles utilisés pour modifier les propriétés des symboles d'unités (ils ne peuvent apparaître seuls) :
| Signifie                    | Ami | Hostile | Neutre | Inconnu | |
| --------------------------- | --- | ------- | ------ | ------- | --- |
| Troupes aéroportées         |     |         |        |         | APP-6 : incluant à la fois les parachutistes militaires et les troupes aéromobiles APP-6A : Parachutistes militaires |
| Parachutistes militaires    |     |         |        |         | APP-6 |
| Troupes aéromobiles         |     |         |        |         | Cette unité est transportée par des hélicoptères mais n'en possède pas.                                              |
| Troupes aéromobiles         |     |         |        |         | Cette unité est transportée par des hélicoptères et en possède .                                                     |
| Unité amphibie              |     |         |        |         | |
| Unité motorisée             |     |         |        |         | |
| Unité de combat en montagne |     |         |        |         | |
| Unité avec des canons       |     |         |        |         | |
| Unité avec des roues        |     |         |        |         | |

## Combinaisons courantes
Parmi les combinaisons les plus courantes, citons :
| Symbole modificateur | Signifie |
| -------------------- | --- |
|                      | Infanterie de montagne (exemples : Alpini italien, Gebirgsjäger allemand, Chasseurs alpins français, 10th Mountain Division américain)                       |
|                      | Infanterie parachutée (exemple : 82nd Airborne Division américaine)                                                                                          |
|                      | Infanterie aéroportée (exemple : 101st Airborne Division américaine)                                                                                         |
|                      | Infanterie mécanisée (exemple d'unité : 3rd Infantry Division américaine, exemple de véhicule : M2 Bradley)                                                  |
|                      | Infanterie mécanisée amphibie (exemple d'unité : 1er régiment d'infanterie de marine français, exemple d'équipement : véhicule amphibie)                     |
|                      | Infanterie mécanisée (exemple d'équipement roulant : la troisième brigade de la 2nd Infantry Division utilise le Stryker, le Patria AMV et le Mowag Piranha) |
|                      | Blindé à roues (exemples équipement : Centauro B1 et AMX-10 RC)                                                                                              |
|                      | Véhicule blindé de reconnaissance (exemples : Fennek et VBL)                                                                                                 |
|                      | Équipement pour unité blindée du génie (exemples M60 AVLB, Engin blindé du génie)                                                                            |
|                      | Artillerie antiaérienne auto-propulsée (exemple : ZSU-23-4 soviétique)                                                                                       |
|                      | Artillerie autopropulsée (exemples : AMX AuF1 et PzH 2000)                                                                                                   |
|                      | Artillerie de montagne (exemple : OTO Melara Mod 56) |
|                      | Lanceur de roquettes (exemple : M270) |
|                      | Lanceur de roquettes automobile (exemples : M142 HIMARS et Katioucha)                                                                                        |
|                      | Missile sol-air (exemple : MIM-104 Patriot) |
|                      | Équipement d'hélicoptères d'attaque (exemples : AH-64 Apache, Eurocopter EC-665 Tigre, Mil Mi-24 et Kamov Ka-50)                                             |
|                      | Hélicoptère de transport taille moyenne (exemples : SA.330 Puma, CH-46 Sea Knight et UH-60 Black Hawk)                                                       |
|                      | Équipement de ravitaillement en vol (exemple : KC-135 Stratotanker)                                                                                          |
|                      | Unité aéroportée de transport |

## Taille des unités
Au-dessus du symbole des unités, un symbole représentant la taille de l'unité peut être affiché. Voici différentes possibilités :
| Symbole | Nom | Taille de l'unité                                              | Nombre d'unités subordonnées | Officier commandant                          |
| ------- | --- | -------------------------------------------------------------- | --- | -------------------------------------------- |
|         | Région ou théâtre militaire                                                                                        | 200 000+                                                       | 2+ groupes d'armées | Général d'armée ou maréchal                  |
|         | Groupe d'armées ou front                                                                                           | 100 000+                                                       | 2+ armées | Général d'armée ou maréchal                  |
|         | armée | 50 000 - 60 000+                                               | 2+ corps d'armée | Général ou maréchal                          |
|         | corps | 30 000 - 50 000                                                | 2+ divisions | Général de corps d'armée                     |
|         | Division | 10 000 – 20 000                                                | 2 - 4 brigades ou régiments | Général de Division                          |
|         | Brigade | 3 000 – 5 000                                                  | 2+ régiments ou 3–6 bataillons ou régiments du Commonwealth (nota : l'infanterie du Commonwealth utilise des bataillons; les régiments d'infanterie du Commonwealth sont des unités administratives seulement) | Général de brigade, colonel ou major-général |
|         | Régiment ou groupe                                                                                                 | 2 000 – 3 000 (équivalent à une brigade de l'armée américaine) | 2+ bataillons ou escadrons américains | Colonel                                      |
|         | Bataillon (d'infanterie, équivalent à un escadron américaine de cavalerie ou un régiment blindé du Commonwealth)   | 300 – 1 000                                                    | 2–6 compagnies, batteries, troupes américaines de cavalerie ou escadrons blindés du Commonwealth | Lieutenant-colonel                           |
|         | Compagnie (d'infanterie), batterie d'artillerie, troupe américaine de cavalerie ou escadron blindé du Commonwealth | 60 – 250                                                       | 2 – 8 pelotons ou troupes blindés du Commonwealth | du capitaine au lieutenant-colonel           |
|         | Staffel (Utilisé en Allemagne)                                                                                     | 50 - 90                                                        | > 1 peloton | capitaine                                    |
|         | Section ou équivalent, exemples troupe Commonwealth, platoon américaine, peloton de cavalerie                      | 25 – 40                                                        | 2+ squads, escouades, groupe de combat ou véhicules | Premier ou second lieutenant                 |
|         | Groupe ou escouade [implique présence de mitrailleuses]                                                            | 8 – 12                                                         | 2+ équipes | De caporal à sergent                         |
|         | Groupe ou escouade [implique absence de mitrailleuses]                                                             | 8 – 12                                                         | 2+ équipes | De caporal à sergent                         |
|         | Équipe | 4 – 5                                                          | s/o | De caporal à sergent                         |
|         | Binome | 2                                                              | s/o | s/o                                          |

## Autres informations
Sur le côté gauche en bas du symbole de l'unité, le nom de l'unité peut être affiché. Si applicable, sur le côté droit en bas, le nom de l'unité dont elle fait partie peut être affichée. Par exemple, le symbole pour la compagnie (amie) A du 42nd armoured infantry battalion apparaîtrait ainsi :
Une division antichar motorisée hostile non-identifiée apparaîtrait ainsi :
Voici la charte organisationnelle donnée par l'APP-6 pour la 1st Marine Expeditionary Force américaine (MEF) :

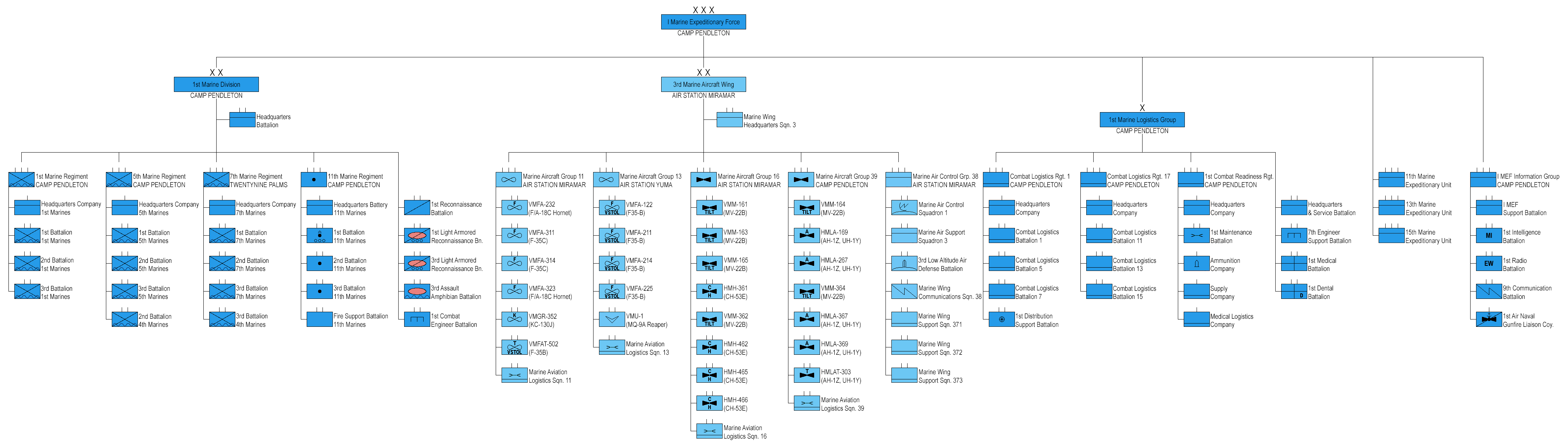
Charte organisationnelle de la Marine Expeditionary Force (MEF) de l'US Marine Corps
(cliquer sur l'image pour l'agrandir)

Guide simple des symboles des forces amies

## Implémentation nationale de l'APP-6
- Allemagne:
« ZDv 1/11 - Taktische Zeichen »
- Autriche
« DVBH GZ S93011 - Taktische Zeichen »
- Canada:
« B-GL-331-003/FP-001 - Military Symbols for Land Operations »
- États-Unis:
« MIL-STD-2525C Common Warfighting Symbology »
- France
« TTA 106 - Terminologie Et Symbologie Militaire »
- Italie
« Manuale Simbologia Terrestre - Edizione 2000 »
- Royaume-Uni:
« AC 71038 LCH - Staff Officers’ Handbook: Map Symbology »

## Autres symbologies nationales
- ZDv 1/11 : symbologie tactique de l'armée allemande.
- AXXI : symbologie tactique de l'armée suisse.
- Signalétique des unités britanniques pendant la Seconde Guerre mondiale